# 栄村 (長野県更級郡)
栄村（さかえむら）は長野県更級郡にあった村。
概ね現在の長野市篠ノ井横田・篠ノ井会・篠ノ井御幣川にあたる。本項では発足時の名称である御幣川村（おんべがわむら）についても述べる。

## 地理
- 河川：千曲川

## 歴史
- 1889年（明治22年）4月1日 - 町村制の施行により、横田村・会村・御幣川村の区域をもって御幣川村が発足。
- 1890年（明治23年）5月24日 - 御幣川村が改称して栄村となる。
- 1928年（昭和3年）4月1日 - 篠ノ井町と合併し、改めて篠ノ井町が発足。同日栄村廃止。

## 交通

### 鉄道路線
村域を鉄道省信越本線（現・しなの鉄道線）が通過したが、駅は所在しなかった。篠ノ井駅が至近に所在。